# Ксьонз Павло Сергійович
Павло́ Сергі́йович Ксьонз (нар. 2 січня 1987, м. Миргород, Полтавська область, УРСР, СРСР)  — український футболіст, правий захисник клубу «Лівий берег» (Київ). Зіграв один матч за національну збірну України.

## Життєпис

### Клубна кар'єра
Юнацькі роки Павло провів граючи за Миргородську дитячо-юнацьку спортивну школу № 2. У ДЮФЛ розпочав виступи у рідному ФК «Миргород» у сезоні 1999/2000 у грі проти краснопільського «Явора». Професіональну кар'єру розпочав у київському «Динамо-3» 2004 року.
Дебютував в «Динамо-3» 2 квітня 2004 року в матчі проти «Рави» (1:0), у «Динамо-2» — 14 серпня 2004 року в матчі проти алчевської «Сталі» (3:1). У 2007 році був відданий в оренду київському ЦСКА.
Влітку 2007 року був відданий в оренду «Закарпаттю», в клубі провів 22 гри і забив 1 гол. Сезон 2008/09 починав в оренді в маріупольському «Іллічівці», в лютому 2009 року перейшов в «Харків». 1 вересня 2009 року був знову відданий в оренду «Закарпаттю».
З 2010 року став виступати за «Олександрію», спочатку на правах оренди, а потім і як повноцінний гравець команди. З командою у сезоні 2010/11 виграв Першу лігу і вийшов в елітний дивізіон, проте у наступному сезоні клуб зайняв 16 місце у Прем'єр-лізі і повернувся в Першу лігу.
З сезону 2012/13 виступав за «Карпати» (Львів) в Українській Прем'єр-лізі, куди він перейшов з «Олександрії» під час зимового трансферного вікна сезону 2010/11.
У липні 2013 року був відданий на однорічну оренду в харківський «Металіст».
У лютому 2015 року був відданий в оренду в «Дніпро».
23 лютого 2018 року на правах вільного агента підписав контракт з польським клубом «Сандеція».
В липні 2018 року перейшов в донецький «Олімпік», підписавши повноцінний контракт на два роки.
У першій половині 2021 року — гравець клубу «ВПК-Агро».
З липня 2021 року — гравець клубу «Лівий берег» (Київ).

### Збірна
Провів 6 матчів (3 голи) за юнацьку збірну України до 17 років, 22 гри (7 голів) — за збірну України до 19 років. 
Наприкінці травня 2015 року головний тренер національної збірної України Михайло Фоменко вперше викликав Ксьонза до табору команди.
9 червня 2015 року дебютував у складі національної збірної України в товариському матчі зі збірною Грузії (2:1). Цей матч так і залишився єдиним для Павла у формі збірної.

## Досягнення
- Бронзовий призер чемпіонату України (2): 2013/14, 2014/15
- Переможець Першої ліги України (1): 2010/11